# Saint-Didier-sur-Chalaronne
Pour les articles homonymes, voir Saint-Didier et Chalaronne.
Saint-Didier-sur-Chalaronne est une commune française du département de l'Ain située dans la région Auvergne-Rhône-Alpes.

## Géographie

### Localisation
La commune est située dans la région naturelle de la Dombes, près de la frontière floue avec la Bresse. Bordée à l'ouest par la Saône et entourant presque tout Thoissey, Saint-Didier se trouve à l'est du Beaujolais et du Mâconnais, régions viticoles réputées pour leurs vins.
Les grandes villes ne sont pas très éloignées du village, elle est située à 17 kilomètres au sud de Mâcon, à 25 km au nord de Villefranche-sur-Saône, à 33 kilomètres à l'ouest de Bourg-en-Bresse et à 58 km de Lyon.

### Communes limitrophes
| La Chapelle-de-Guinchay (Saône-et-Loire)     | Garnerans                   | Garnerans                    |
| Saint-Symphorien-d'Ancelles (Saône-et-Loire) | Saint-Didier-sur-Chalaronne | Illiat                       |
| Dracé (Rhône) Thoissey                       | Mogneneins                  | Saint-Étienne-sur-Chalaronne |

### Points extrêmes
- Nord : Prairie de Mizériat, 46° 13′ 12″ N, 4° 47′ 43″ E
- Est : Les Longets, 46° 10′ 29″ N, 4° 51′ 58″ E
- Sud : Les Mirandes, 46° 09′ 19″ N, 4° 49′ 54″ E
- Ouest : Pont Saint-Romain, 46° 11′ 18″ N, 4° 46′ 47″ E

### Hydrographie

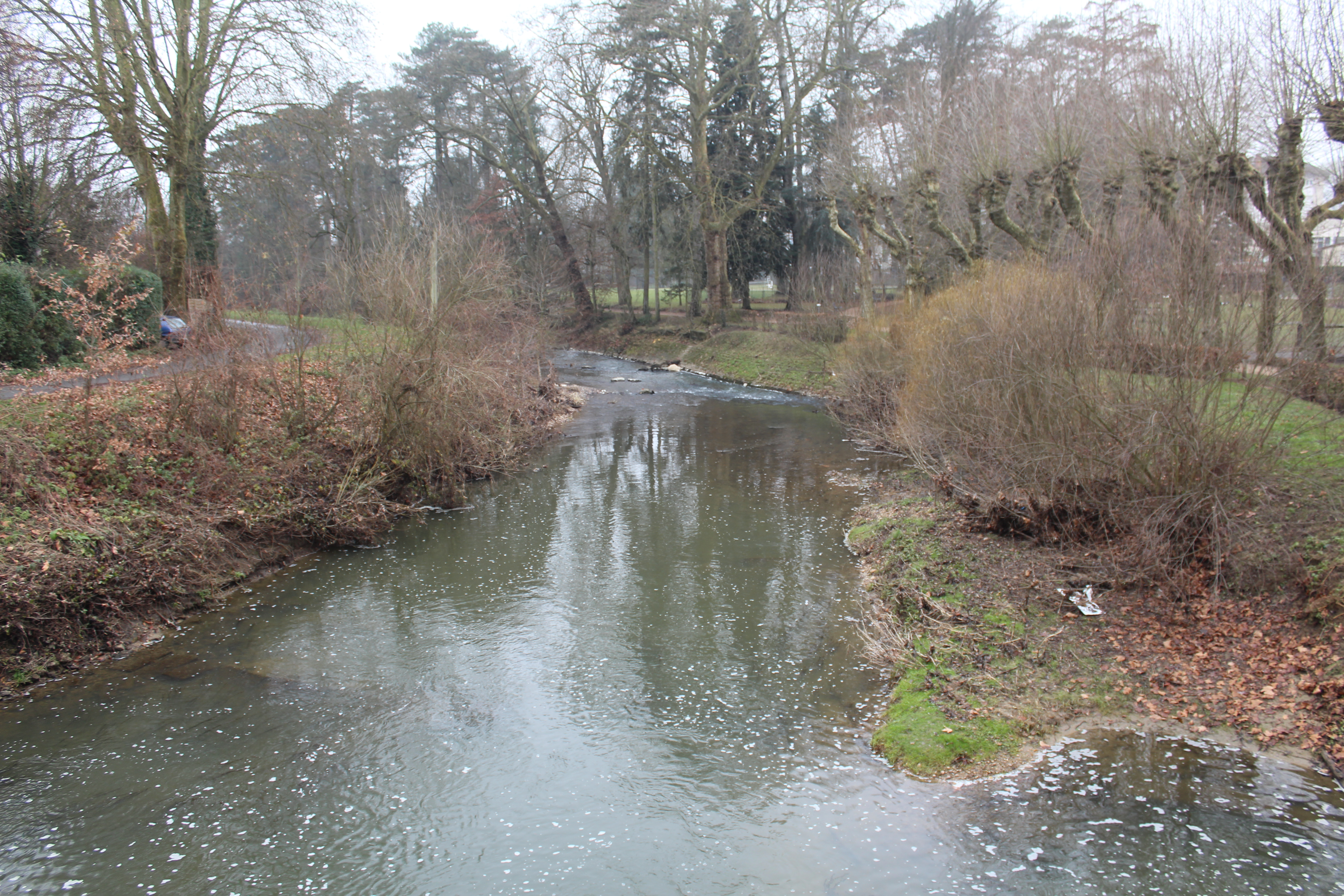
La Chalaronne à la frontière avec Thoissey.

Saint-Didier est bordée par deux rivières qui ont une importance au niveau local. En premier lieu, la Saône borde l'ouest de la commune et fait office de frontière avec les départements du Rhône et de Saône-et-Loire. La rivière peut faire l'objet de crues qui inondent la partie ouest du territoire.
La Chalaronne est une rivière qui arrive de Saint-Étienne-sur-Chalaronne. Traversant le sud du territoire près du bourg du village, le cours d'eau fait la frontière que la commune partage avec Thoissey jusqu'à ce qu'il se jette dans la Saône près du port.
Les Échudes long de 5,5 km a été construit au XVe siècle. Ce bief aurait été creusé avant le XVe siècle, la source était près de l'étang Tallard à Saint-Étienne-sur-Chalaronne et se jetait dans la Saône à Thoissey. Aujourd'hui, le lieu de la source est le même et ce bief se jette près du moulin Saint-Julien. Une autre partie du bief traverse le centre de Thoissey et se jette aussi dans la Chalaronne à la frontière.
À Illiat près du hameau Champ-Merle de Saint-Didier, le Poncharat prend source puis traverse la commune jusqu'au Moulin Neuf où le cours d'eau se jette dans la Chalaronne.
En plus de ces cours, on trouve quelques plans d'eau situés entre les moulins de Saint-Julien et des Vernes.

### Climat
Pour des articles plus généraux, voir Climat d'Auvergne-Rhône-Alpes et Climat de l'Ain.
En 2010, le climat de la commune est de type climat océanique dégradé des plaines du Centre et du Nord, selon une étude du CNRS s'appuyant sur une série de données couvrant la période 1971-2000. En 2020, Météo-France publie une typologie des climats de la France métropolitaine dans laquelle la commune est dans une zone de transition entre le climat semi-continental et le climat de montagne et est dans la région climatique Bourgogne, vallée de la Saône, caractérisée par un bon ensoleillement (1 900 h/an), un été chaud (18,5 °C), un air sec au printemps et en été et des vents faibles.
Pour la période 1971-2000, la température annuelle moyenne est de 12,3 °C, avec une amplitude thermique annuelle de 18,6 °C. Le cumul annuel moyen de précipitations est de 822 mm, avec 9,7 jours de précipitations en janvier et 7,2 jours en juillet. Pour la période 1991-2020, la température moyenne annuelle observée sur la station météorologique de Météo-France la plus proche, sur la commune de Baneins à 10 km à vol d'oiseau, est de 12,7 °C et le cumul annuel moyen de précipitations est de 880,2 mm,. Pour l'avenir, les paramètres climatiques de la commune estimés pour 2050 selon différents scénarios d'émission de gaz à effet de serre sont consultables sur un site dédié publié par Météo-France en novembre 2022.

### Voies de communication et transports

Axes de communication de la commune.

La proximité de la commune avec les villes de Mâcon, Villefranche-sur-Saône et de Bourg-en-Bresse lui permet d'être traversée et d'être à proximité d'axes de communication importants au niveau départemental, régional et national.

#### Axes routiers
Pour débuter, aucune autoroute ne traverse la commune mais l'autoroute A6 passe tout près de la Saône pour relier la Paris à Lyon.
La route départementale 933 est l'artère principale du village qui le traverse du sud au nord. En prenant cette voie par le nord, les automobilistes peuvent rejoindre Pont-de-Veyle tandis qu'en se dirigeant au sud, ils peuvent aller vers Mogneneins, Montmerle-sur-Saône et Trévoux. Au niveau départemental, cette route relie Sermoyer au nord à Massieux au sud. Avant 1972, cette voie faisait partie de la route nationale 433 qui reliait Saint-Germain-du-Plain à Lyon mais cette dernière a été déclassée en trois voies en fonction des trois départements qu'elle traversait.
La route départementale 7 est le second axe passant dant le bourg et traverse le territoire d'est en ouest. Partant de Châtillon-sur-Chalaronne, elle passe par le centre de Dompierre-sur-Chalaronne puis parvient jusqu'à Saint-Étienne-sur-Chalaronne avant d'entrer sur le territoire communal. Elle continue ensuite sa route à Thoissey puis termine sur le pont sur la Saône menant à Dracé, laissant place à la route déparmentale 9 appartient au Rhône.
Cette dernière route possède une annexe, la route D 7a, elle part de l'hôtel de ville de Thoissey et part en direction du hameau de Challes et finit sa route au pont de Saint-Romain-des-Îles, ancienne commune de Saint-Symphorien-d'Ancelles.
Partant de Tossiat au sud-est de Bourg, la route départementale 64 passe par Neuville-les-Dames et arrive à Saint-Didier par l'est. Elle rejoint la route départementale 7 près du hameau de Champanelle.
Ensuite, la route départementale D 28d est une voie de liaison entre les routes D 933 au centre de Thoissey et D 933 près de la Champaye.
La route départementale 100 arrive de Flurieux, hameau de Mogneneins, en longeant la route D 933 jusqu'à la croiser au Moulin Saint-Julien avant de se diriger vers Thoissey. Néanmoins, elle ne parvient pas jusqu'à cette commune, étant donné qu'elle rejoint la route D 28d avant que celle-ci enjambe la Chalaronne.
Pour terminer, la route D 66a débute à l'intersection avec la route D 933 à l'entrée nord de l'agglomération. Elle se dirige vers l'est pour traverser le centre d'Illiat où elle intersecte la route D 66.

#### Voies ferroviaires

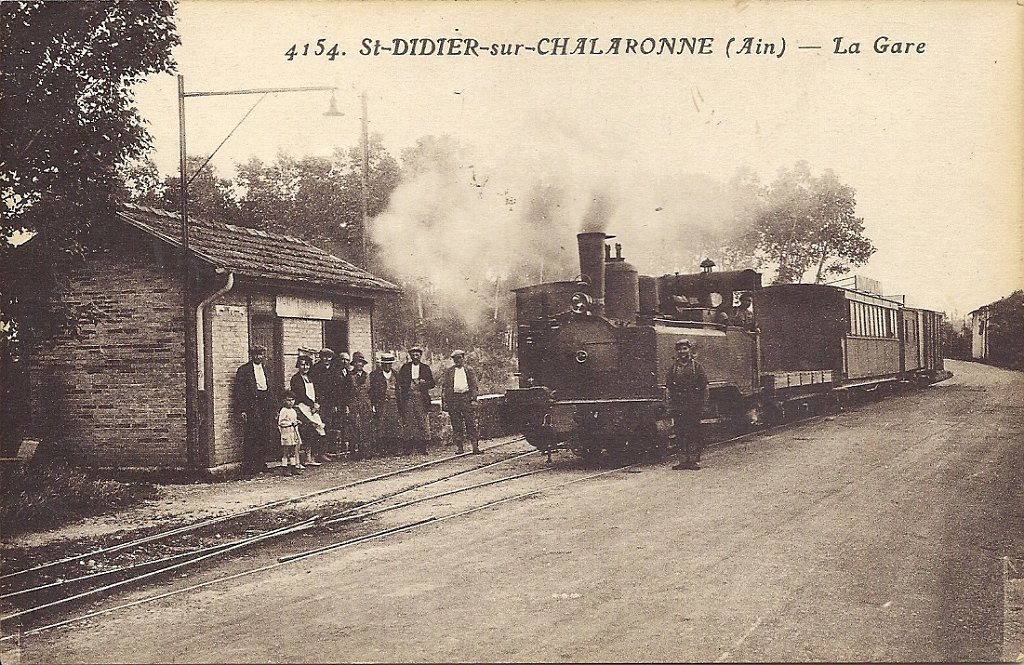
Gare du tramway.

Au début du XXe siècle, avec l'exploitation du réseau des tramways de l'Ain, la commune était traversée par la ligne de Trévoux à Saint-Trivier-de-Courtes longue de 81 km. Arrivant de la gare de Thoissey, la ligne empruntait la Grande rue, desservait ensuite la gare de Garnerans en passant par la route D933 puis partait en direction de Pont-de-Veyle. Avant 1940, ce réseau ferroviaire ferma et fut remplacé par un service de transport par cars.
Aujourd'hui, une seule voie ferrée traverse la commune. À l'est, la ligne LGV Sud-Est traverse la commune et relie Marseille et Lyon à Paris en passant par la gare de Mâcon-Loché.
De l'autre côté de la Saône, la ligne de Paris-Lyon à Marseille-Saint-Charles relie les mêmes villes et en plus d'accueillir des TGV, elle est utilisée par les TER Rhône-Alpes pour assurer les liaisons entre Mâcon et Lyon. La gare la plus proche est celle de Romanèche-Thorins.

#### Transport fluvial
La Saône est navigable à grand gabarit européen depuis Verdun-sur-le-Doubs jusqu'à Lyon. Elle constitue un axe de transport fluvial important entre l'est et la Méditerranée et est appréciée pour le tourisme fluvial. Il existe un port qui possède une halte fluviale intercommunale inaugurée en 2014 et située entre le camping et la frontière avec Thoissey.
À Mâcon, il y trois ports fluviaux : le port de plaisance, un autre près du quai des Marans et l'Aproport, l'un des ports fluviaux les plus importants de France. Villefranche possède aussi un port fluvial au carrefour des grands axes.

#### Transports en commun
La commune est reliée au réseau départemental des bus car.ain.fr par l'intermédiaire de deux lignes. La ligne 114 relie Mâcon à Belleville et dessert les arrêts Bas Mizériat et Centre - Place des Halles. La ligne 120 reliant Belleville à Bourg-en-Bresse dessert seulement Centre - Place des Halles.

## Urbanisme

### Typologie
Au 1er janvier 2024, Saint-Didier-sur-Chalaronne est catégorisée bourg rural, selon la nouvelle grille communale de densité à 7 niveaux définie par l'Insee en 2022.
Elle appartient à l'unité urbaine de Saint-Didier-sur-Chalaronne-Thoissey, une agglomération intra-départementale dont elle est ville-centre,. Par ailleurs la commune fait partie de l'aire d'attraction de Saint-Didier-sur-Chalaronne, dont elle est la commune-centre,. Cette aire, qui regroupe 2 communes, est catégorisée dans les aires de moins de 50 000 habitants,.

### Occupation des sols
L'occupation des sols de la commune, telle qu'elle ressort de la base de données européenne d’occupation biophysique des sols Corine Land Cover (CLC), est marquée par l'importance des territoires agricoles (86,5 % en 2018), une proportion sensiblement équivalente à celle de 1990 (87 %). La répartition détaillée en 2018 est la suivante : 
prairies (34,1 %), terres arables (29,9 %), zones agricoles hétérogènes (22,5 %), zones urbanisées (8,9 %), eaux continentales (3,1 %), zones industrielles ou commerciales et réseaux de communication (1,5 %).
L'évolution de l’occupation des sols de la commune et de ses infrastructures peut être observée sur les différentes représentations cartographiques du territoire : la carte de Cassini (XVIIIe siècle), la carte d'état-major (1820-1866) et les cartes ou photos aériennes de l'IGN pour la période actuelle (1950 à aujourd'hui).

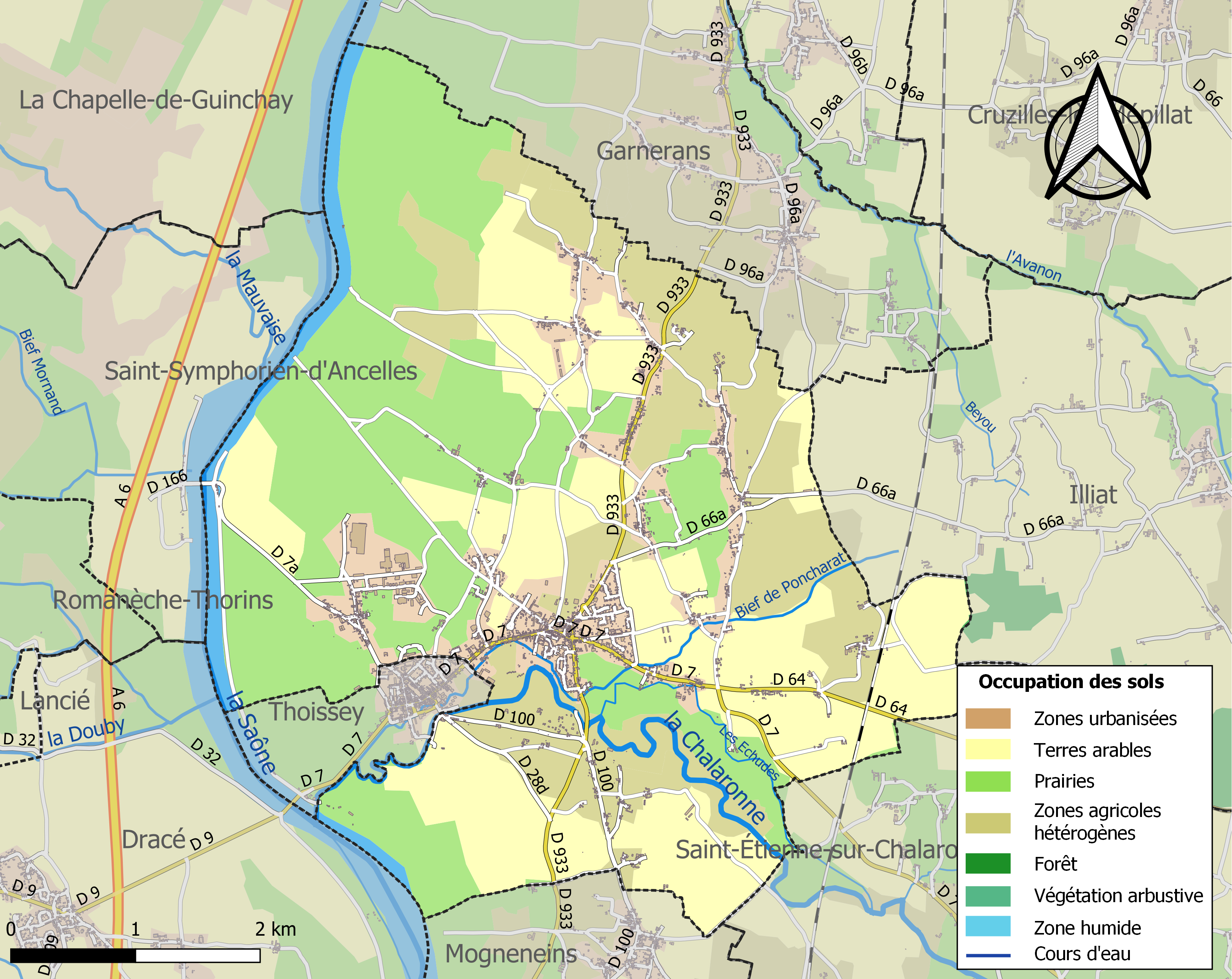
Carte des infrastructures et de l'occupation des sols de la commune en 2018 (CLC).

## Toponymie

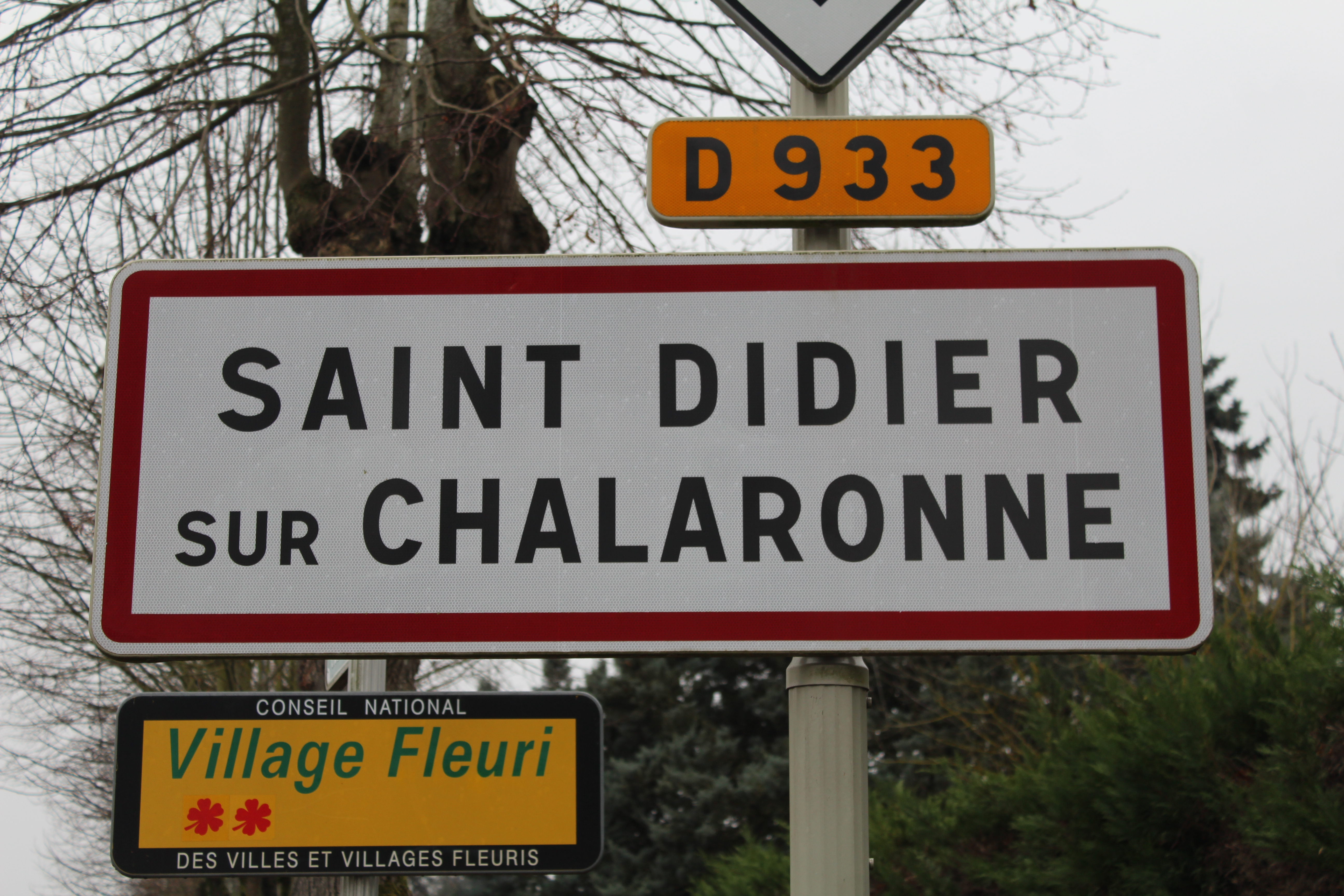
Panneau d'entrée.

### Origine du nom
La commune porte le nom de saint Didier, qui fut évêque de Vienne (Isère) entre 596 et approximativement 608, date à laquelle il aurait été assassiné dans le village. De plus, le nom de Chalaronne fait référence à la rivière qui traverse la commune. Avant cet épisode, le village portait le nom de Priscianus ou Priscianicus.

### Anciens noms
Le nom primitif du village est Priscianum ou Priscianicus vicus. Au VIIIe siècle, est cité Prisciniaco vico puis vient Prisciniaco super fluvium Calarona dans le martyrologe Adonis au IXe siècle. La mention à Saint-Didier arrive pour la première fois vers 853 sous le nom de Sancti Desiderii dans le diplôme de Lothaire pour l'église de Lyon.
En 1287, Sancti Desiderii de Chalarona est mentionné dans les titres de Laumusse. Dans le Recueil de chartes et documents pour servir à l'histoire de Dombes de Valentin-Smith et Guigue publié en 1885, on trouve des mentions à Saint Didier de Chalaronne en 1478. Deux siècles plus tard, Saint Disdier de Chalarone est évoqué en 1671 dans l'Histoire ecclésiastique de la ville de Lyon. Cependant, en 1675, on trouve Saint Didier de Valin dans l'ouvrage Nobiliaire du département de l'Ain : Bresse et Dombes et Saint Didier de Vallin en Dombes en 1757 dans les archives départementales.
En 1789, le pouillé du diocèse de Lyon fait référence à Saint-Didier-de-Chalaronne. Dans le dénombrement de Bourgogne, Saint Didier de Valins est cité en 1790. Durant la Révolution, Saint-Didier devient Pressignac ou Prisciniac afin d'enlever toute référence à l'Ancien régime, ce nom est en référence à l'ancien nom du village. Ce n'est qu'après la période révolutionnaire que Saint-Didier-sur-Chalaronne redevient le nom de la commune.

## Histoire

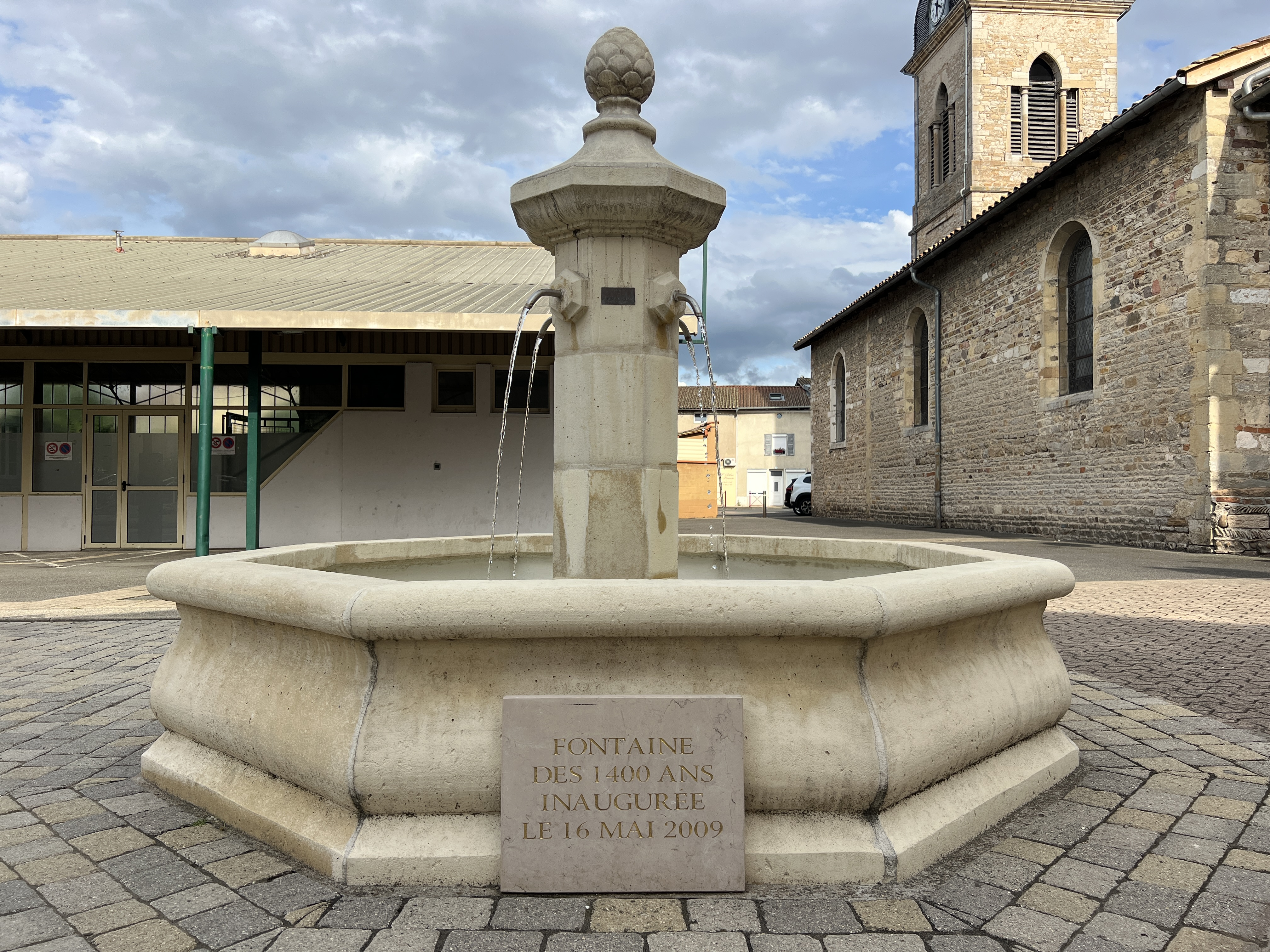
Fontaine des 1400 ans.

Saint Didier de Vienne, archevêque de Vienne, y fut assassiné en 608. La situation géographique de Saint-Didier-sur-Chalaronne, sur la rive gauche de la Saône et dans la plaine de la Chalaronne, a attiré très tôt des populations. Des médailles et des poteries caractéristiques de l’époque gallo-romaine, où l’Ain était occupé par les Celtes et les Ambarres, ont été retrouvées dans les environs.
En 538, Trivier, moine ermite, mentionne le village sous le nom de Priscianicum ou Priscianum Vicus, nom qu’il conserve jusqu’au Xe siècle pour se transformer en Saint-Didier. En mai 957, une charte de l’abbaye de Cluny indique « la terre de Saint Didier ». C’est en effet dans cette commune qu’a été assassiné le 23 mai 607 ou 608, sur ordre de la reine Brunehilde, saint Didier, archevêque de Vienne.
En son honneur, les Désidériens et Désidériennes bâtirent sur son tombeau, une chapelle qui devint l’église paroissiale. L’histoire de Saint-Didier s’identifie ensuite avec celle de l’église rattachée au siège de Lyon en 863, puis au chapitre de Saint-Nizier en 1305 avant d’être saccagée par les huguenots en 1582.
En janvier 1736, le duc du Maine, souverain de Dombes, érige Saint-Didier en comté sous le nom de Saint-Didier-de-Valin. À cette époque, le village compte 1 200 à 1 500 habitants et s’étend jusqu’au hameau du Déaulx et son château (rattaché en 1839 à Mogneneins).
En 2008, des festivités des 1 400 ans ont réuni de nombreux Désidériens autour de la commémoration de l’histoire du village organisée par la municipalité en partenariat avec la paroisse.

### Hameaux

#### Auffanans
Le hameau (Offeningo villa, campus de Onphanens, Omfanens, Aufanan, Offanans) paraît avoir eu une grande importance au Moyen Âge. Il est mentionné dès l'an 952, dans une charte de Cluny,,.

#### Champanelle
Vers 922, le village (Campagniola, Campanel) fut donné à l’abbaye de Cluny par les exécuteurs testamentaires de la comtesse Ingelburge. En 961, un nommé Archambaud et sa femme Rotgarde donnèrent à la même abbaye un moulin qui y était situé.

## Politique et administration

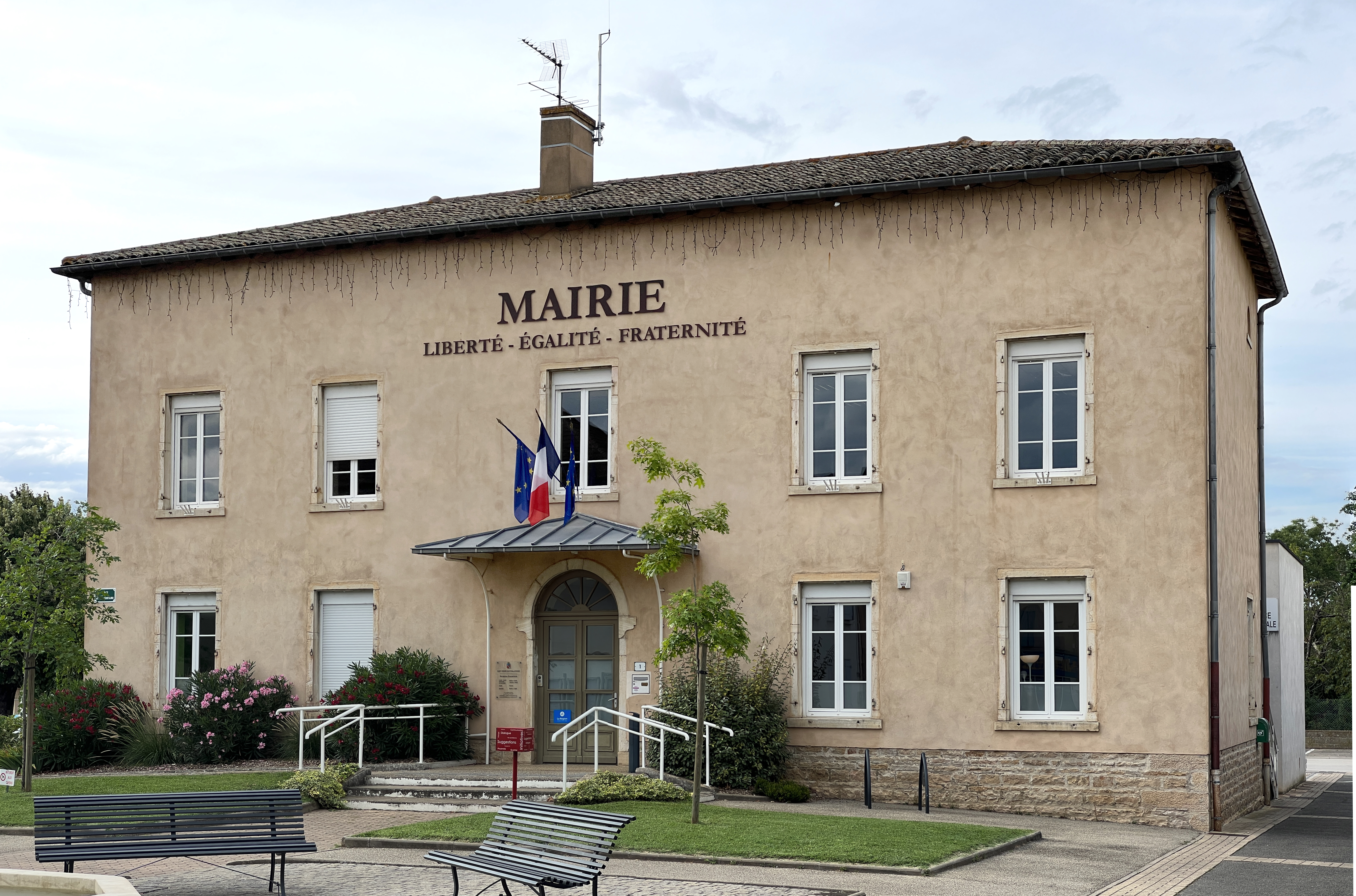
Mairie.

### Administration municipale
Lors des conseils municipaux, le maire est entouré de ses quatre adjoints et des dix-huit autres conseillers municipaux. Ces élus se répartissent les tâches par le biais de plusieurs commissions : urbanisme, travaux, prévention et sécurité, société et cadre de vie, économie locale, culture et festivités communales, salles communales et association, communication et proximité, scolaire, jeunesse.

### Liste des maires
| Période | Période  | Identité                                     | Étiquette     | Qualité                                                    |
| ------- | -------- | -------------------------------------------- | ------------- | ---------------------------------------------------------- |
| 1790    | 1790     | Pierre Claude Perraud Sandelion              |               |                                                            |
| 1790    | 1792     | Claude Berger                                |               |                                                            |
| 1792    | 1800     | Nicolas Jaravel                              |               |                                                            |
| 1800    | 1803     | Antoine Germain                              |               |                                                            |
| 1803    | 1807     | Nicolas Jaravel                              |               |                                                            |
| 1808    | 1824     | Aimé Rigod de Terrebasse                     |               |                                                            |
| 1824    | 1827     | Jacques Rigod de Terrebasse                  |               |                                                            |
| 1827    | 1830     | Léonard de Vallin                            |               |                                                            |
| 1830    | 1837     | Pierre Antoine Louis Perraud                 |               |                                                            |
| 1837    | 1840     | Joseph Perrussel                             |               |                                                            |
| 1840    | 1844     | Antoine Brunard                              |               |                                                            |
| 1844    | 1846     | Antoine Chamerat                             |               |                                                            |
| 1846    | 1848     | Antoine Boivin                               |               |                                                            |
| 1848    | 1855     | Antoine Brunard                              |               |                                                            |
| 1855    | 1870     | Étienne Gaty                                 |               |                                                            |
| 1870    | 1871     | Henri Perraud                                |               |                                                            |
| 1871    | 1873     | Étienne Gaty                                 |               |                                                            |
| 1873    | 1878     | Benoît Verret                                |               |                                                            |
| 1878    | 1883     | Charles Joseph de Souvigny                   |               |                                                            |
| 1883    | 1884     | François Duc                                 |               |                                                            |
| 1884    | 1893     | Charles Joseph de Souvigny                   |               |                                                            |
| 1893    | 1907     | Gaspard Aynes                                |               |                                                            |
| 1907    | 1908     | Jean-Pierre Frangin                          |               |                                                            |
| 1908    | 1935     | Benoît Piron                                 |               |                                                            |
| 1935    | 1944     | Dominique Falconnet                          |               |                                                            |
| 1944    | 1944     | Pierre Demolle, Marius Piron, Georges Rimaud |               |                                                            |
| 1944    | 1945     | Étienne Bernard                              |               |                                                            |
| 1945    | 1953     | Jean Sercy                                   |               |                                                            |
| 1953    | 1955     | Léon Bellemain                               |               |                                                            |
| 1955    | 1958     | Jean Chamerat                                |               |                                                            |
| 1958    | 1959     | Claude Chevrolat                             |               |                                                            |
| 1959    | 1965     | Jean Chamerat                                |               |                                                            |
| 1965    | 1965     | Étienne Sandelion                            |               |                                                            |
| 1966    | 1978     | Raymond Noël                                 | MRG           | Conseiller général                                         |
| 1978    | 1990     | François Baladier                            |               |                                                            |
| 1990    | 2001     | Pierre Montagnier                            |               |                                                            |
| 2001    | 2007     | Patrick Knepper                              | Divers Gauche |                                                            |
| 2007    | 2020     | Muriel Luga-Giraud                           | UDI           | Première vice-présidente du conseil départemental de l'Ain |
| 2020    | En cours | Renaud Dumay                                 | DVD           | Juriste                                                    |

### Intercommunalité

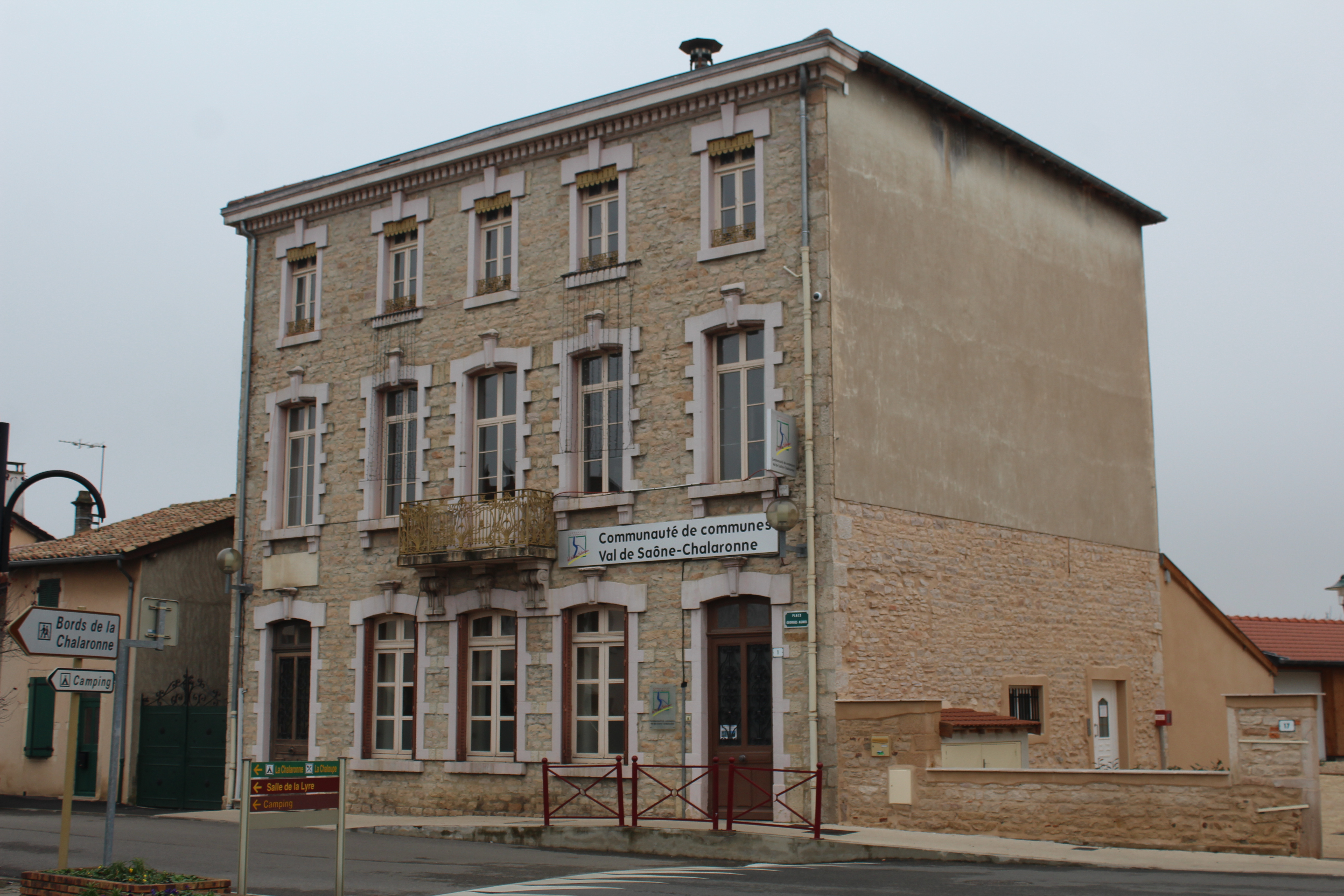
Siège de la communauté de communes Val-de-Saône Chalaronne.

Le 1er janvier 1994 est créée la communauté de communes Val-de-Saône Chalaronne à l'initiative de Pierre Montagnier et d'Alain Verchère, respectivement maires de Saint-Didier et de Thoissey. Le chef-lieu est fixé à Thoissey même si le siège est localisé à Saint-Didier.
Vingt-trois ans plus tard, le 1er janvier 2017, l'intercommunalité fusionne avec celle de Montmerle Trois Rivières pour former la communauté de communes Val-de-Saône Centre dont le siège est fixé à Montceaux. Le siège de l'ancienne intercommunalité reçoit alors les pôles technique et tourisme.

## Population et société

### Démographie
L'évolution du nombre d'habitants est connue à travers les recensements de la population effectués dans la commune depuis 1793. Pour les communes de moins de 10 000 habitants, une enquête de recensement portant sur toute la population est réalisée tous les cinq ans, les populations de référence des années intermédiaires étant quant à elles estimées par interpolation ou extrapolation. Pour la commune, le premier recensement exhaustif entrant dans le cadre du nouveau dispositif a été réalisé en 2008.
En 2022, la commune comptait 2 969 habitants, en évolution de +4,84 % par rapport à 2016 (Ain : +5,15 %, France hors Mayotte : +2,11 %).
| 1793  | 1800  | 1806  | 1821  | 1831  | 1836  | 1841  | 1846  | 1851  |
| ----- | ----- | ----- | ----- | ----- | ----- | ----- | ----- | ----- |
| 1 337 | 1 464 | 2 314 | 2 495 | 2 859 | 2 760 | 2 692 | 2 897 | 2 710 |

| 1856  | 1861  | 1866  | 1872  | 1876  | 1881  | 1886  | 1891  | 1896  |
| ----- | ----- | ----- | ----- | ----- | ----- | ----- | ----- | ----- |
| 2 735 | 2 673 | 2 549 | 2 681 | 2 640 | 2 486 | 2 377 | 2 288 | 2 267 |

| 1901  | 1906  | 1911  | 1921  | 1926  | 1931  | 1936  | 1946  | 1954  |
| ----- | ----- | ----- | ----- | ----- | ----- | ----- | ----- | ----- |
| 2 178 | 2 109 | 2 126 | 1 964 | 2 005 | 2 016 | 1 927 | 1 875 | 1 758 |

| 1962  | 1968  | 1975  | 1982  | 1990  | 1999  | 2006  | 2008  | 2013  |
| ----- | ----- | ----- | ----- | ----- | ----- | ----- | ----- | ----- |
| 1 630 | 1 665 | 1 752 | 1 968 | 2 065 | 2 259 | 2 577 | 2 656 | 2 783 |

| 2018  | 2022  | - | - | - | - | - | - | - |
| ----- | ----- | - | - | - | - | - | - | - |
| 2 918 | 2 969 | - | - | - | - | - | - | - |

### Enseignement

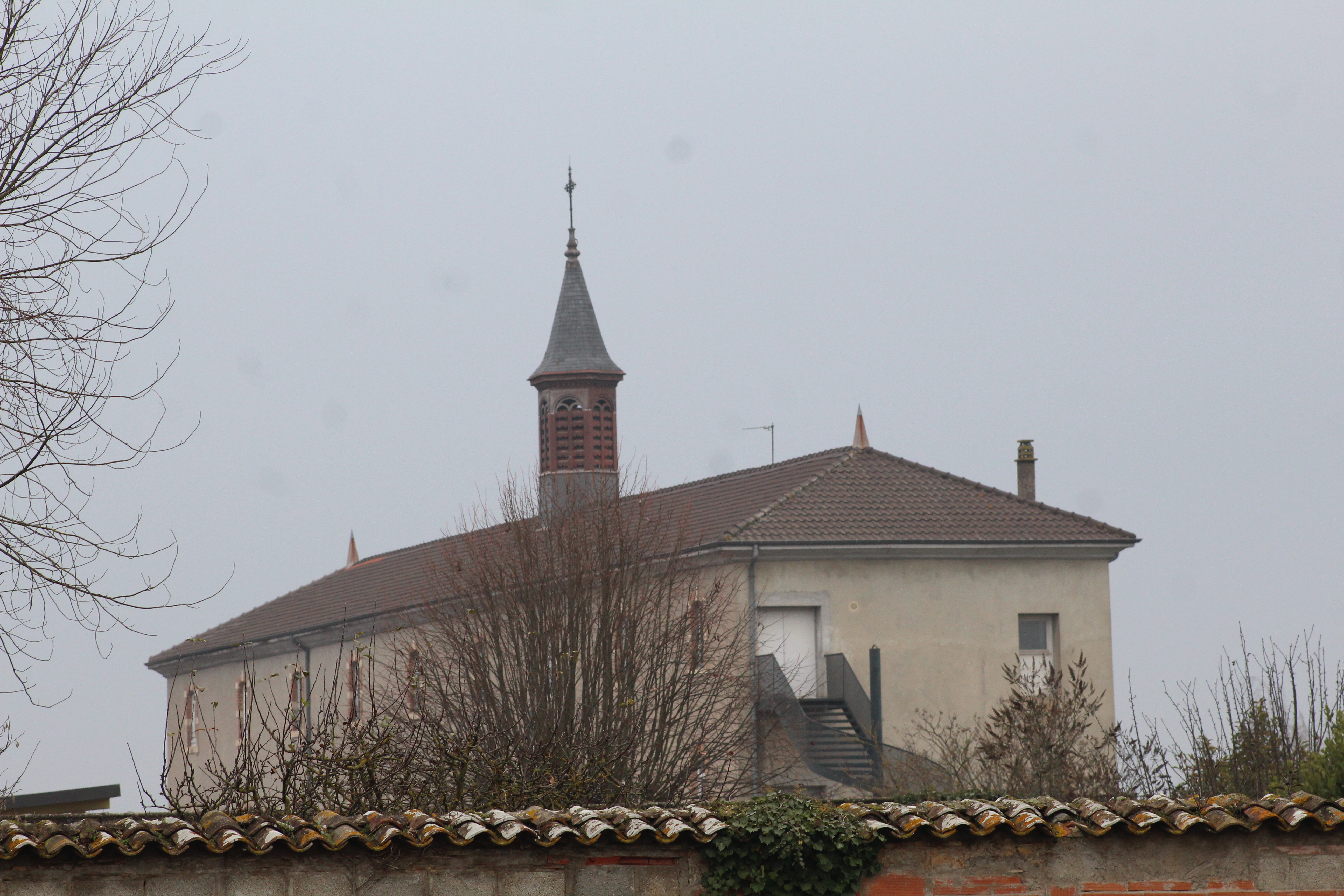
Collège Saint-Joseph.

Le territoire communal accueille plusieurs établissements scolaires dont deux privés. En premier lieu, l'école publique Françoise Dolto a été déplacée à la rentrée 2013 à la suite de l'inauguration des nouveaux locaux, les anciens locaux ont été transformés en logements.
La seconde école de la commune est l'école privée Sainte-Marie. Créée à l'origine par les religieuses de Saint Joseph de Bourg-en-Bresse en tant qu'école de filles en 1822, l'établissement ferme en 1903 à la suite des lois de 1901 mais rouvre en 1920 sous l'impulsions de religieuses. L'établissement devient mixte en 1972.
À la fin de leur scolarité dans l'enseignement, les élèves de Saint-Didier peuvent rejoindre deux collèges. Le premier est le collège Bel-Air situé officiellement à Thoissey même si la partie nord de l'établissement est située sur la commune. Le collège accueillait jusqu'à la rentrée 2017 les élèves de l'ancien canton de Thoissey et de la commune de Dracé mais avec l'ouverture d'un collège à Montceaux, les adolescents accueillis sont différents. Les élèves de Bey et de Cormoranche-sur-Saône qui étaient scolarisés au collège George-Sand à Pont-de-Veyle intègrent désormais l'établissement. Au contraire, les élèves qui habitent dans les communes de l'ancienne intercommunalité de Montmerle Trois Rivières sont redirigés à Montceaux. À la fin de leurs études au collège Bel-Air, ils sont envoyés au lycée Aiguerande à Belleville.
Le second établissement est le collège privé Saint-Joseph. À la suite du don d’une somme par la comtesse de la Poype pour acheter un terrain à Saint-Didier afin d'y créer un établissement scolaire, l'école ouvre en 1836. À la suite de la loi de séparation des Églises et de l'État, les frères maristes qui tenaient les classes doivent partir mais reviennent en 1912. Durant cette période d'exil, l'école continue grâce au curé de la paroisse. En 1972, les deux établissements privés se restructurent, l'école Sainte-Marie devient une école primaire mixte et l'école Saint-Joseph devient un collège. À la rentrée 2017, l'établissement accueille aussi un lycée général et technologique.

### Manifestations culturelles et festivités

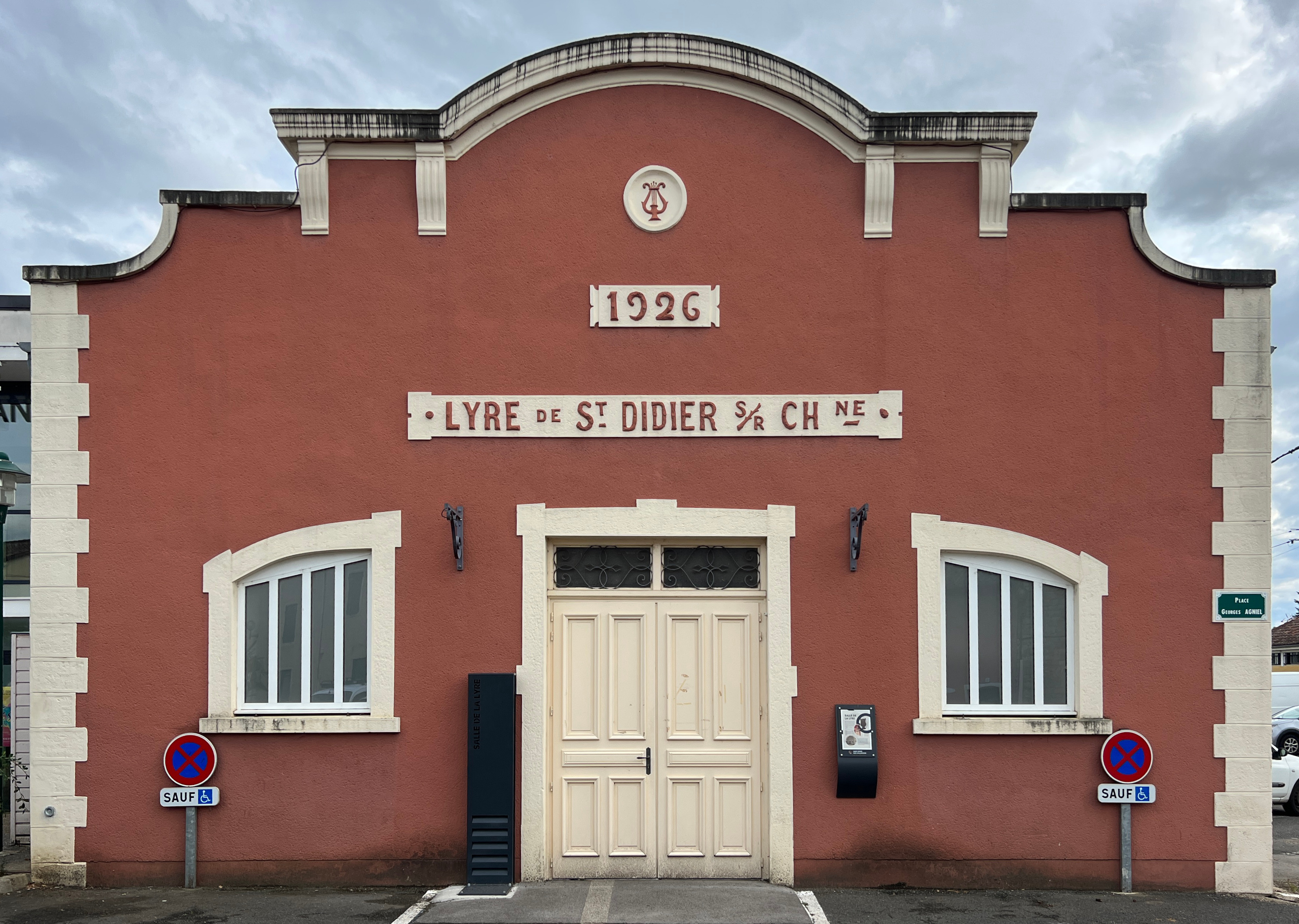
Salle de la Lyre.

- Tous les vendredis matin a lieu le marché  hebdomadaire autour de la halle Jean-Chamerat.
- Chaque année, le dimanche suivant la Saint-Didier, c'est-à-dire le 23 mai, est organisée par la fête patronale.

### Santé
Au bourg du village se trouve une maison de santé où se trouvent deux médecins, deux cabinets d'infirmiers, deux sages-femmes, deux ostéopathes, une psychologue, un nutritionniste et réflexologue plantaire et une masseur-kinésithérapeute. Il existe aussi un service d'aide et d'accompagnement à domicile sur tout le département de l'Ain et des soins à domicile.
D'autres professionnels sont installés à Saint-Didier. Il y a un cabinet dentaire et de kinésithérapie, une orthophoniste, un opticien et un vétérinaire. Enfin, on trouve aussi une pharmacie.

### Sports

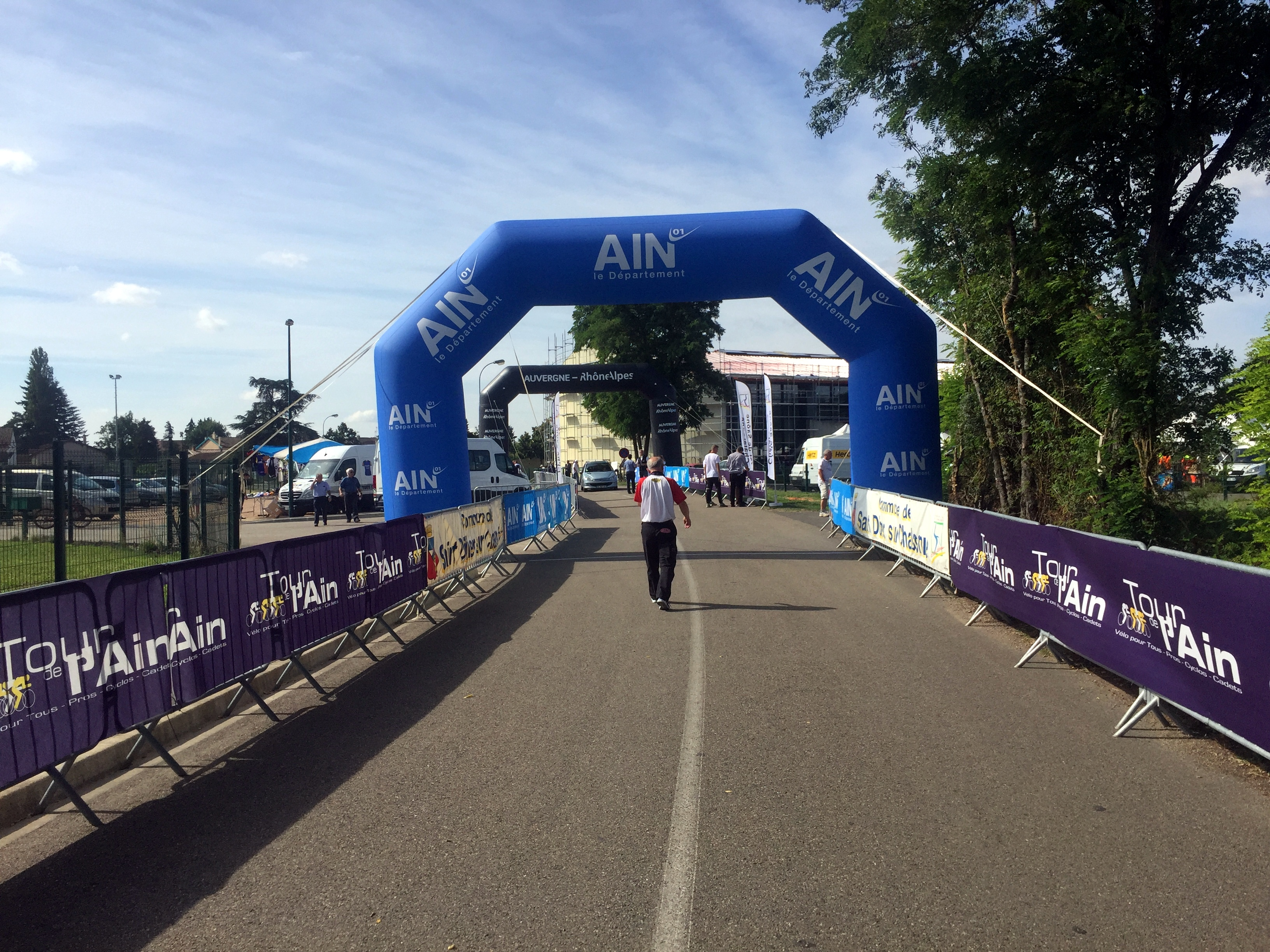
Départ de la deuxième étape du Tour de l'Ain 2016 près du gymnase.

De nombreuses associations sont installées à Saint-Didier.
En premier lieu, des clubs permettant de pratiquer des sports collectifs sont présents comme le football avec l'ESVS Thoissey Saint-Didier Illiat, le basketball avec l'ESVS (Entente Sportive du Val de Saône) qui possède aussi des sections de boules et de pétanque. L'ASSE Section 01 est une association multisports tout comme Sports et détente contrairement à l'Amicale Cyclo Val de Saône qui permet la pratique du cyclisme en loisir. Il y a d'autres sports individuels tels que le tennis avec l'Entente Tennis Club Val de Saône Chalaronne, club intercommunal créé en 2009 en remplacement du Tennis Club de Thoissey-St Didier. Il ne faut pas oublier le karaté avec le Karaté Club Saint-Didier et le yoga avec Yoga Chalaronne.
Pour accueillir ces associations, diverses structures ont été aménagées par les pouvoirs locaux comme le centre sportif localisé à mi-distance entre les deux collèges. Il regroupe des courts de tennis couverts et extérieurs, un skatepark, le gymnase intercommunal et deux terrains de football dont le stade Romain Vaillant. Au sud de Thoissey, le stade de football des Petits-Oiseaux est souvent référencé comme appartenant à Thoissey mais est situé à Saint-Didier. Il est le terrain de l'équipe honneur de l'ESVS TSDI. Vers le moulin Saint-Julien, le centre équestre de Saint Julien est installé dans un domaine de 20 hectares.
Saint-Didier a eu le privilège d'être le théâtre d'événements sportifs dont des épreuves cyclistes. La 12e étape du Tour de France 2014 qui reliait Bourg-en-Bresse à Saint-Étienne est passée par le territoire communal. En 2016, elle est le lieu de départ de la deuxième étape du Tour de l'Ain après avoir été simple lieu de passage durant les éditions de 2007, 2010 et 2012.

### Médias
Le Progrès est un journal régional diffusant dans les départements de l'Ain, du Jura, du Rhône, de la Loire et de la Haute-Loire. Chaque vendredi est publié le journal local hebdomadaire Voix de l'Ain. De plus, Le Journal de Saône-et-Loire, paru pour la première fois le 2 juillet 1826, est la version saône-et-loirienne du Progrès. Ce journal quotidien paraît dans les environs sous l'édition de Mâcon.
Dans le domaine télévisuel, la chaîne France 3 émet un décrochage local dans la commune par le biais de France 3 Rhône Alpes. Enfin, Radio Scoop est une radio musicale d'Auvergne-Rhône-Alpes qui possède une station à Bourg-en-Bresse diffusant dans l'Ain.

## Économie

### Entreprises et commerces
Créé en 1975 à l’initiative de la commune puis transféré à la communauté de communes Val-de-Saône Chalaronne en 1995, le Parc Actival est un espace destiné à l'implantation et au développement des entreprises. 
Se situent dans la commune :
- le siège de l'entreprise de mobilier métallique Fermob[42].
- l'usine Robert Bas, chaudronnerie agro-alimentaire et cosmétique, depuis 1991 (rachat en 2021 par le groupe Serap à Gorron en Mayenne).

## Culture et patrimoine

### Lieux et monuments

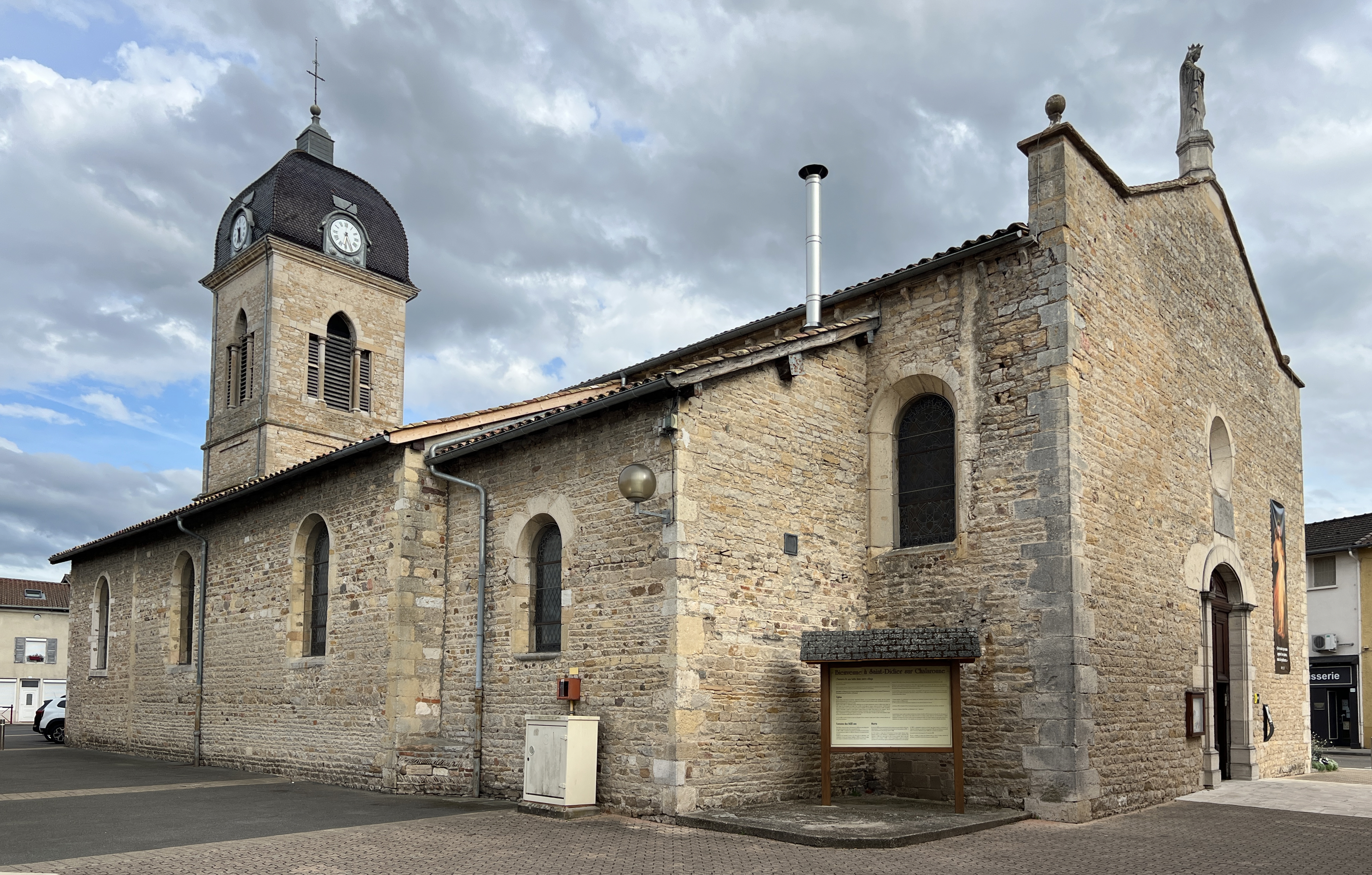
L'église Saint-Didier.

Deux poypes ont été érigées sur le territoire communal dont la poype de Mérège citée au début du XIVe siècle et qui est en ruines en 1406. La seconde motte castrale est la poype de Miziriat ou Mizériat située à deux kilomètres au nord de Saint-Didier-sur-Chalaronne. Les nobles de Miziriat sont cités en 1082.
Au centre du bourg sur la place principale se trouve l'église romane Saint-Didier. Érigée au XIe siècle à l'emplacement de la première sépulture de Didier de Vienne, le monument a remplacé l'église primitive Saint-Pierre-et-Saint-Paul de Prisciniacum (ancien nom de la commune). Elle a été reconstruite aux XVIIe et XIXe siècles.

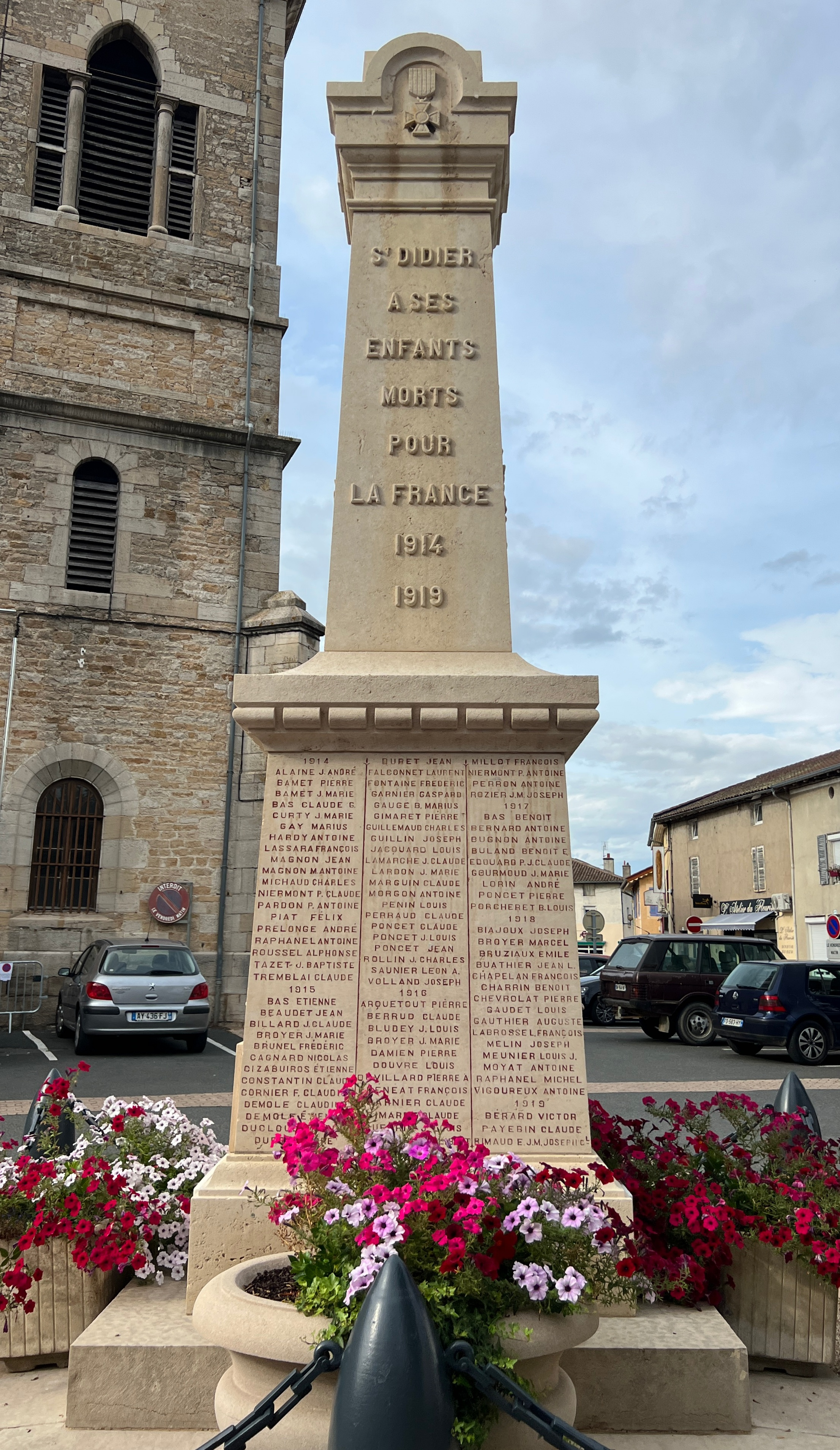
Monument aux morts.

En face de l'église, un monument inauguré le 28 novembre 1920 a été érigé en l'honneur des soldats de la commune tombés au combat pour la France durant les conflits du XXe siècle. En plus de ce monument, on trouve des stèles honorant des citoyens tués par les soldats allemands durant la Seconde Guerre mondiale.
Trois est le nombre de châteaux de Saint-Didier avec en premier lieu le château de Challes qui fait face à Thoissey. Il est important pour les deux communes puisque les seigneurs de Challes y ont exercé leur souveraineté. Au cours de l'histoire, trois familles seigneuriales s'y sont succédé. La famille de Challes était présente au Moyen Âge, on note la présence à la fin du XVIe siècle de la famille Rhodes. Puis, au début du XVIIIe siècle, le château est aux mains de madame de Raousset mais son neveu le vendit à la famille Cavillon. Des recherches montrent que l'ancien château aurait été édifié sur un ancien oppidum romain en bordure de la voie gallo-romaine qui reliait Thoissey au pont d'Arciat. Bâtisse dont les tours furent démantelées pendant la Révolution, il reste peu de traces de l'ancien château. Concernant l'édifice actuel, la partie nord-est est la plus ancienne, elle date des derniers seigneurs de Challes qui y restèrent jusqu'au XVIe siècle. Sujet à rénovation, le château fut restauré par Henri de Vallin au XIXe siècle qui fit construire une petite maison d'habitation et des dépendances dans le parc  où se trouvaient une orangerie, un jardin et des bois.
Situé entre les hameaux de Onjard et de Haut Mizériat, le château de Bellevue date du XVe siècle. Un notaire de Thoissey nommé Élie Giraud ajoute une aile en 1880 au château ancien dont seule la cuisine subsiste avec ses poutres et son carrelage. Par la suite, la famille Aynes venant de Suisse a hérité de l'édifice. La ferme Moussy qui se trouvait à proximité est un ancien vigneronnage dont le vieux pressoir est en état de marche.
Le dernier château est celui de Vanans construit au XIXe siècle à la place d'un ancien château. À l'origine propriété de la famille de Souvigny, l'édifice a été  acheté au début du XXe siècle par la famille Billioud-Rimaud. Il est entouré par un parc et des dépendances plus anciennes dont des écuries sont situées sur la propriété. Il se distingue par ses tours, ses murs de briques rouges et sa toiture en ardoise grise.

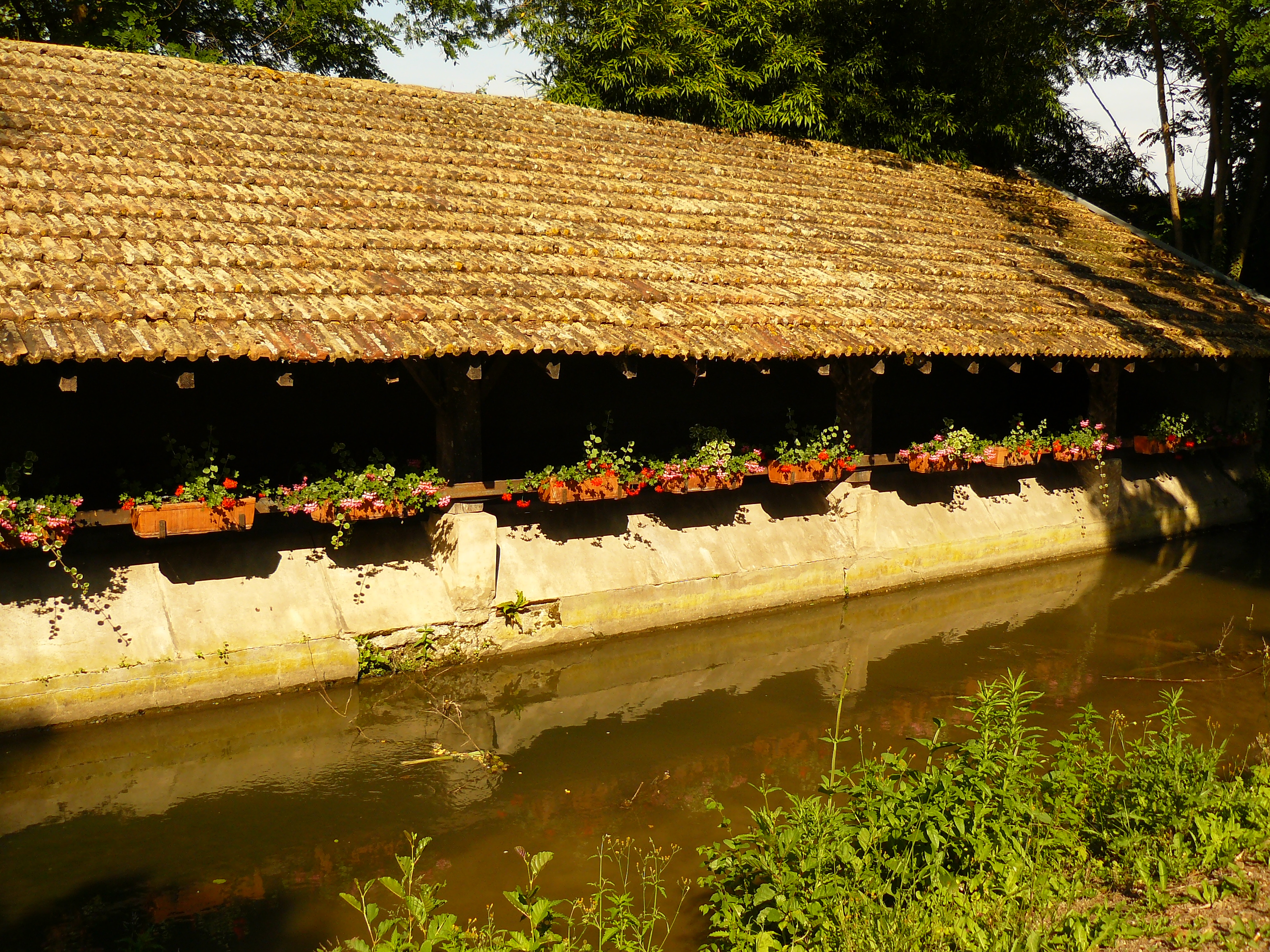
Lavoir des Illards.

À cause du nombre important de hameaux, la municipalité a dû édifier des lavoirs entre la fin du XIXe et le début du XXe siècle à proximité des rivières traversant Saint-Didier. Parmi eux, on peut citer celui des Islards construit en 1871, le lavoir du Trêve-Giroux (ou du Romaneins) édifié en 1912 ou bien celui de Valenciennes. Grâce à la présence de nombreux cours d'eau, la commune accueille quelques moulins dont celui de Saint-Julien et les moulins Neuf, Traffay et des Vernes.
D'autres monuments sont dédiés aux animaux dont quelques pigeonniers situés au bourg, à Champanelle et à la Platte, hameau où se trouve aussi un rucher de forme hexagonale du XIXe siècle.

### Manifestations culturelles
Depuis 2018, la commune de Saint-Didier-sur-Chalaronne accueille le festival « Fantaisy en Beaujolais »,,. Ce festival littéraire, consacré aux littératures de l'imaginaire (fantaisy, science-fiction, fantastique) se déroule sur deux jours, trois sites et rassemble une cinquantaine d'auteurs et d'illustrateurs. Il est organisé par l’association « Culture en Mâconnais Beaujolais ». Le parrain du salon, depuis sa création, est l'écrivain Sire Cédric. Pour l'édition 2018 intitulée « Dans tous ses états », les éditions Ivre-Book ont publié une anthologie éponyme comprenant des nouvelles et des accompagnements musicaux. L'affiche du salon est de Yué, un artiste local, et avait servi une première fois comme géolocalisation mâconnaise de l'histoire adaptative « Guislain, aventurier intérimaire » de Laurent Pendarias, aux éditions Via Fabula.
L'édition 2019, la dixième édition du salon, se déroulera à Saint-Didier-sur-Chalaronne les 16 et 17 novembre 2019.[Passage à actualiser]

### Espaces verts et fleurissement

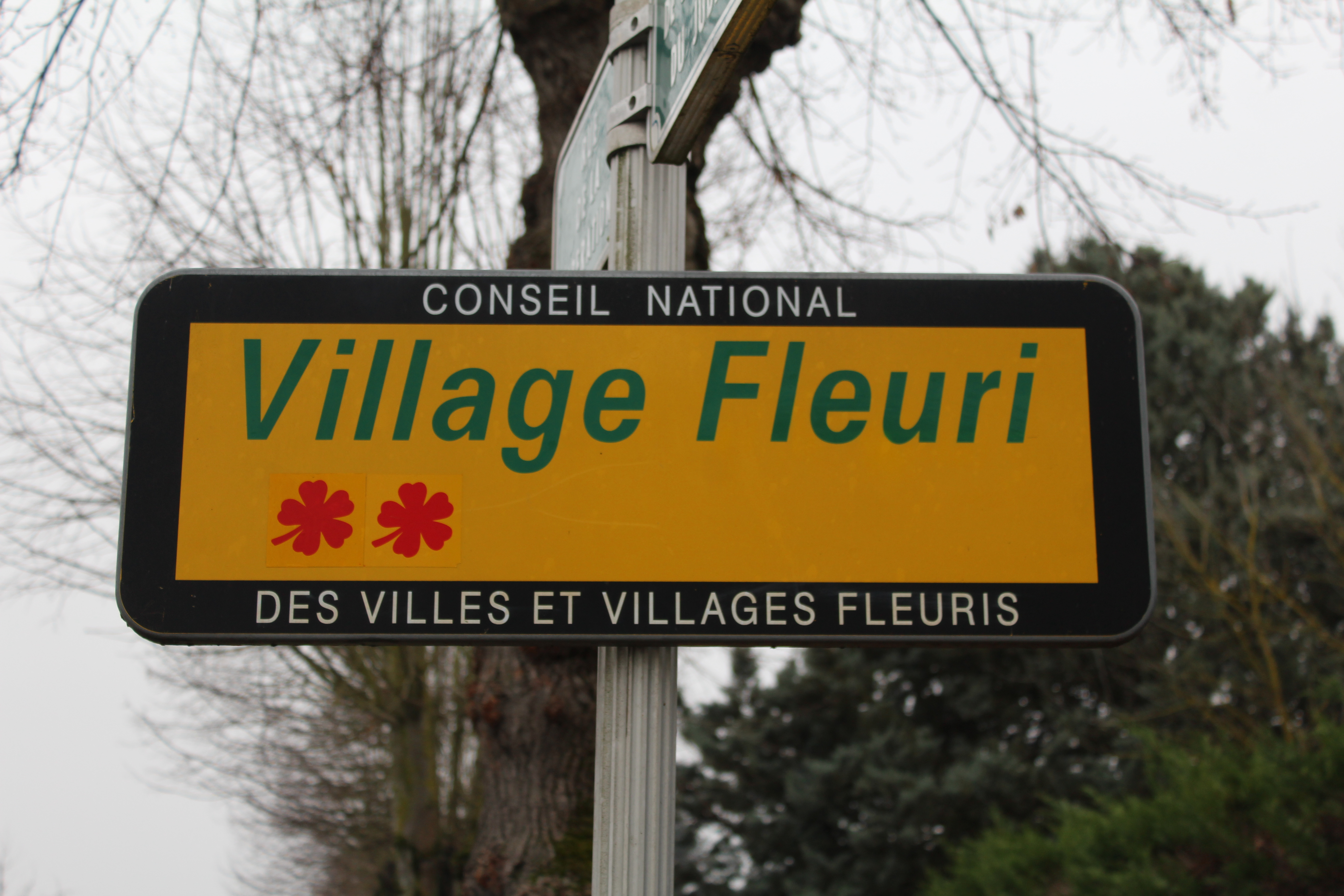
Panneau Village fleuri avec deux fleurs.

Autour du moulin des Vernes, le musée vivant de la plante aquatique possède un parc de 15 000 m2. Il regroupe des plantes et des animaux dont des nuisibles comme le rat musqué ou le ragondin.
En 2014, la commune bénéficie du label « ville fleurie » avec « 2 fleurs » attribuées par le Conseil national des villes et villages fleuris de France au concours des villes et villages fleuris.

### Personnalités liées à la commune
- Didier de Vienne ou Saint Didier, assassiné dans la commune.
- Aimé Lousmeau-Dupont (174-1816), curé de Saint-Didier-sur-Chalaronne, député du clergé aux États généraux de 1789.
- François Lacharme (1817-1887), rosiériste lyonnais, né dans la commune.
- Émile Rimaud (1860-1919), militaire français, né dans la commune.
- Annie Hémery (1901-?), actrice de cinéma, née dans la commune.
- Hubert Gaillard (1912-2003), peintre né dans la commune.
- Didier Maufras (1952-), architecte-ingénieur né dans la commune.

### Gastronomie
Sa localisation entre Bresse et Dombes confère à Saint-Didier une grande diversité gastronomique. Les spécialités culinaires sont celles de la région bressane, c'est-à-dire la volaille de Bresse, les gaudes, la galette bressane, les gaufres bressanes, la fondue bressane. Les autres spécialités, celles de la Dombes, sont le cuisses de grenouille, le canard ou certains poissons comme la carpe.
Une partie du territoire fait partie de l'aire géographique de l'AOC Volailles de Bresse. Elle a aussi l'autorisation de produire le vin IGP  Coteaux de l'Ain sous les trois couleurs, rouge, blanc et rosé.

### Héraldique
| Armes de Saint-Didier-sur-Chalaronne | La commune de Saint-Didier-sur-Chalaronne porte : De gueules à la bande componée d'argent et d'azur de six pièces, à la crosse épiscopale d'or brochant sur le tout, au chef cousu d'azur chargé d'un château de trois tours d'or ajouré et ouvert du champ. |